# Список умерших в 695 году

## Март
- Хлодвиг IV — король франков (691—695) из династии Меровингов.

## Июнь
- 15 июня — Как-Ути-Виц-Кавиль (90) — 12-й правитель царства Шукууп (628—695) цивилизации майя.

## Сентябрь
- 6 сентября — Регул — епископ Реймса (669/672—695), католический святой.

## Дата смерти неизвестна или требует уточнения
- Аквилин из Эврё, епископ Эврё (673—690/695), святитель.
- Анарауд Гвалхкрун — король Мэна (675—695) и король Галвидела (682—695).
- Атия ибн аль-Асвад — хариджитский богослов из арабского племени бану ханифа, эпоним секты атавитов.
- Радоберт — возможно, майордом Бургундии (упоминается в 653 или 654 году).
- Фингуне мак Катайл, король Мунстера (678—695/696).
- Финснехта Пиролюбивый — король Бреги и верховный король Ирландии (675—695).
- Харивикрама — царь средневекового индианизированного бирманского государства Шрикшетра (Тарекитара) (688—695).
- Эвальд и Эвальд — христианские священномученики, святые Католической церкви.